# Carmen Tatschmurat
Carmen Tatschmurat OSB (* 1950 in München) ist eine Benediktinerin, emeritierte Äbtissin der Abtei Venio und emeritierte Professorin für Soziologie an der Katholischen Stiftungsfachhochschule München.

## Leben
Tatschmurats Vater stammte aus Turkmenistan, war praktizierender Muslim und arbeitete für den US-Sender Radio Free Europe; ihre Mutter war Deutsche. Sie wurde römisch-katholisch getauft und studierte Sozialpädagogik an der Katholischen Stiftungsfachhochschule München. 1980 folgte die Promotion zur Dr. rer. pol. mit der Dissertation „Arbeit und Identität, zum Zusammenhang zwischen gesellschaftliche Lebens- und Arbeitsbedingungen der weiblichen Identitätsfindung“. Danach arbeitete sie im Bereich Berufs- und Arbeitskräfteforschung der Deutschen Forschungsgemeinschaft. Vom überraschenden Tod ihres jüdischen Partners bewegt, wurde sie bei Exerzitien auf das damalige Priorat Venio aufmerksam. 1997 begann sie dort das Noviziat. Ihre Entscheidung wurde wesentlich durch den Umstand beeinflusst, dass die Ordensmitglieder von Venio auch nach dem Ordenseintritt weltlichen Berufen nachgehen können.
Seit 2009 ist sie Mitglied des Direktoriums der Salzburger Hochschulwochen. Mit der Erhebung des Priorats Venio zur Abtei am 11. Juli 2013 durch den Erzbischof von München und Freising, Reinhard Marx, wurde die 2010 gewählte Priorin Tatschmurat am selben Tage zur ersten Äbtissin der neuen Abtei benediziert. Im Oktober 2020 folgte Tatschmurat Korbinian Birnbacher kommissarisch als neue Präsidentin der Bayerischen Benediktinerakademie (seit 2023: Benediktinische Akademie Salzburg) nach.
Am 2. Januar 2021 wählte das Kapitel der Abtei Venio Francesca Šimuniová als Nachfolgerin von Tatschmurat.
Zu ihren soziologischen Forschungsschwerpunkten zählen unter anderem Gesellschaftstheorien, Genderforschung, Migration sowie spirituelle Angebote im Rahmen der theologischen Zusatzausbildung.